# Killers (Iron Maiden-album)
A Killers az Iron Maiden brit heavy metal együttes második albuma. A lemez az Egyesült Királyságban 1981. február 2-án, míg az USA-ban 1981 júniusában jelent meg. Ezen az albumon szerepelt először a gitáros Adrian Smith, az énekes Paul Di’Anno pedig utoljára, akit a lemezbemutató turné közben rúgtak ki alkohol- és drogproblémái miatt. Szintén ez volt az első nagylemez az együttes történetében, amelynek Martin Birch volt a producere, aki aztán további nyolc Iron Maiden-lemezen dolgozott még együtt a zenekarral. Az album a 12. helyen nyitott, és nyolc hétig maradt a brit lemezeladási listán.
Az album legismertebb dala a Wrathchild, mely később az együttes szinte összes koncertjén bekerült a műsorba. A dalt 2005-ben a The Iron Maidens nevű női Iron Maiden-tribute zenekar is feldolgozta 2007-es Route 666 című albumán, majd 2008-ban a Kerrang! magazin Maiden Heaven: A Tribute to Iron Maiden feldolgozásalbumán a Gallows nevű hardcore punk együttes újra. A dal továbbá szerepelt a Guitar Hero Encore: Rocks the 80s elnevezésű PlayStation 2-es játékban is.

## Történet
Az album szokatlan abból a szempontból, hogy két instrumentális dal is helyet kapott rajta, továbbá, hogy szinte kizárólag Steve Harris írta az egész lemezt a többi zenekari tag minimális közreműködése mellett. A címadó dalhoz Paul Di’Anno énekes, míg az Angliában csak kislemezen megjelent Twilight Zone című számhoz a gitáros Dave Murray járult hozzá. A Murders in the Rue Morgue és a Prodigal Son kivételével az összes dal még az 1980-as debütáló Iron Maiden album előtt született, habár ehhez a lemezhez újra felvették őket Adrian Smith gitárossal. A Wratchild egy korábbi változata pedig az előző év februárjában megjelent Metal for Muthas válogatásra került fel.
A Murders in the Rue Morgue dalt Edgar Allan Poe azonos című novellája ihlette. A "Rue Morgue" (magyarul: Halottasház utca) egy kitalált utca Párizsban. Mellesleg a dalszövegben mindössze egyetlen utalás történik a novella sztorijára, miszerint két lányt holtan találnak.
A lemez amerikai kiadása pár hónappal később jelent meg a Capitol Records alá tartozó Harvest Records gondozásában, és a Twilight Zone is felkerült az albumra. A lemezbemutató turné Killers World Tour néven futott februártól novemberig, és ennek keretében léptek fel először az Amerikai Egyesült Államokban, Kanadában és Japánban.

## Az album dalai
| 1.  | The Ides of March (instrumentális) | Steve Harris         | 1:46 |
| 2.  | Wrathchild                         | Harris               | 2:54 |
| 3.  | Murders in the Rue Morgue          | Harris               | 4:18 |
| 4.  | Another Life                       | Harris               | 3:22 |
| 5.  | Genghis Khan (instrumentális)      | Harris               | 3:06 |
| 6.  | Innocent Exile                     | Harris               | 3:53 |
| 7.  | Killers                            | Paul Di'Anno, Harris | 5:01 |
| 8.  | Prodigal Son                       | Harris               | 6:11 |
| 9.  | Purgatory                          | Harris               | 3:20 |
| 10. | Drifter                            | Harris               | 4:48 |

| 1.  | The Ides of March (instrumentális) | Harris              | 1:46 |
| 2.  | Wrathchild                         | Harris              | 2:54 |
| 3.  | Murders in the Rue Morgue          | Harris              | 4:18 |
| 4.  | Another Life                       | Harris              | 3:22 |
| 5.  | Genghis Khan (instrumentális)      | Harris              | 3:06 |
| 6.  | Innocent Exile                     | Harris              | 3:53 |
| 7.  | Killers                            | Di'Anno, Harris     | 5:01 |
| 8.  | Twilight Zone                      | Dave Murray, Harris | 2:33 |
| 9.  | Prodigal Son                       | Harris              | 6:11 |
| 10. | Purgatory                          | Harris              | 3:20 |
| 11. | Drifter                            | Harris              | 4:48 |

## Újrakiadások
Az 1995-ös újrakiadás bónusz lemezén szereplő élő felvételek (kivéve a Phantom of the Opera dalt) a Maiden Japan koncert EP-ről származnak. Az első három szám az 1980-as Woman in Uniform kislemez dalai, és ezekben még Dennis Stratton gitározik Dave Murray mellett.
| 1. | Women in Uniform (Skyhooks-feldolgozás) | Greg Macainsh   | 3:07 |
| 2. | Invasion                                | Harris          | 2:38 |
| 3. | Phantom of the Opera (live)             | Harris          |      |
| 4. | Running Free (live)                     | Di'Anno, Harris |      |
| 5. | Remember Tomorrow (live)                | Di'Anno, Harris |      |
| 6. | Wrathchild (live)                       | Harris          |      |
| 7. | Killers (live)                          | Di'Anno, Harris |      |
| 8. | Innocent Exile (live)                   | Harris          |      |

| 1.  | The Ides of March (instrumentális) | Harris          | 1:46 |
| 2.  | Wrathchild                         | Harris          | 2:54 |
| 3.  | Murders in the Rue Morgue          | Harris          | 4:18 |
| 4.  | Another Life                       | Harris          | 3:22 |
| 5.  | Genghis Khan (instrumentális)      | Harris          | 3:06 |
| 6.  | Innocent Exile                     | Harris          | 3:53 |
| 7.  | Killers                            | Di'Anno, Harris | 5:01 |
| 8.  | Prodigal Son                       | Harris          | 6:11 |
| 9.  | Purgatory                          | Harris          | 3:20 |
| 10. | Twilight Zone                      | Murray, Harris  | 6:11 |
| 11. | Drifter                            | Harris          | 4:48 |

## Közreműködők
- Paul Di’Anno – ének
- Dave Murray – gitár
- Adrian Smith – gitár, háttérének
- Steve Harris – basszusgitár, háttérének
- Clive Burr † – dob

## Minősítések
| Év   | Ország                    | Minősítés    | Eladott példányszám |
| ---- | ------------------------- | ------------ | ------------------- |
| 1983 | Kanada                    | aranylemez   | 50 000              |
| 1985 | Egyesült Királyság        | aranylemez   | 100 000             |
| 1987 | Amerikai Egyesült Államok | aranylemez   | 500 000             |
| 1987 | Németország               | aranylemez   | 250 000             |
| 1991 | Kanada                    | platinalemez | 100 000             |

## Fordítás
- Ez a szócikk részben vagy egészben  a   Killers (Iron Maiden album) című angol Wikipédia-szócikk fordításán alapul.  Az eredeti cikk szerkesztőit annak laptörténete sorolja fel. Ez a jelzés csupán a megfogalmazás eredetét és a szerzői jogokat jelzi, nem szolgál a cikkben szereplő információk forrásmegjelöléseként.